# Dystrykt Bhimber
Dystrykt Bhimber – dystrykt w północno-wschodnim Pakistanie w Azad Dżammu i Kaszmirze. W 1998 roku liczył ok. 302 000 mieszkańców. Siedzibą administracyjną dystryktu jest Bhimber.